# Sagamihara
Sagamihara (japanisch 相模原市, -shi) ist eine Großstadt in der Präfektur Kanagawa auf Honshū, der Hauptinsel von Japan. Sie liegt im Landesinnern auf dem Sagamihara-Plateau.

## Geschichte
Sagamihara-shi, die kreisfreie Stadt Sagamihara, wurde am 20. November 1954 aus der Stadt Sagamihara (相模原町) gegründet. Diese entstand 1941 durch den Zusammenschluss mehrerer Gemeinden im Kreis Kōza, damals inklusive der Stadt Zama, die aber 1948 wieder eigenständig und später selbst kreisfrei wurde. Sagamihara war während des 2. Weltkriegs eine Armee-Basis.

## Politik und Verwaltung
- KPJ: 2
- KDP: 5
- Minshu mirai・mushozoku・chiiki seitō Sagamihara (~„Demokraten Zukunft/Unabh./Regionalpartei Sagamihara“; mit KDP): 9
- Sassō (颯爽) no kai: 3
- Kōmeitō: 8
- Fraktionslos: 1
- Ishin: 4
- LDP: 14

Karte der Wahlkreise in Kanagawa für das Abgeordnetenhaus seit 2024

Seit dem 1. April 2010 ist Sagamihara eine „Großstadt per Regierungserlass“ (seirei shitei toshi) und gliedert sich in die drei Stadtbezirke (Ku) Midori, Chūō („Mitte“) und Minami („Süd“).
Bürgermeister von Sagamihara ist seit den Regionalwahlen 2019 Kentarō Motomura. Der ehemalige Unterhausabgeordnete (LP→DP→DFP→Kibō→parteilos) setzte sich gegen Amtsinhaber Toshio Kayama und zwei weitere Kandidaten durch. 2023 wurde er mit Zweidrittelmehrheit gegen vier Herausforderer für eine zweite Amtszeit bestätigt.
Der Stadtrat hat regulär 46 Mitglieder (Midori-ku: 11, Chūō-ku: 17, Minami-ku: 18). Er wird ebenfalls noch bei den einheitlichen Regionalwahlen gewählt. Aus der Wahl 2023 ging die Liberaldemokratische Partei (LDP) mit zwölf Sitzen als stärkste Kraft hervor, Kōmeitō und KDP gewannen je acht Sitze, wobei sich die KDP-Abgeordneten auf zwei Fraktionen verteilen.
Im ebenfalls bei den einheitlichen Wahlen 2019 gewählten, 105-köpfigen Präfekturparlament vertreten die Stadt insgesamt acht Abgeordnete (Chūō und Minami: je drei, Midori: zwei). Im Midori-ku gab es 2023 nur zwei Kandidaten und somit keine Abstimmung. Gewählt wurden in allen drei Wahlkreisen je ein Liberaldemokrat, zwei Konstitutionelle Demokraten, ein Unabhängiger und je ein Abgeordneter von Ishin no Kai und Kōmeitō.
Für das Abgeordnetenhaus erstreckt sich Sagamihara seit 2024 in die Wahlkreise Kanagawa 14 und 20. 2024 gewannen LDP und KDP je einen davon.

### Stadtgliederung seit 2010
| Code mit Prüfziffer | Name           | Name     | Fläche (in km²) | Bevölkerung       | Bevölkerungs- dichte(Ew./km²)3 | Vorläufer-Städte (-machi) und Dörfer (-mura) |                                                                                              |
| Code mit Prüfziffer | lat.           | jap.     | 1. Januar 2023  | 1. September 2020 | 1. Okt. 2015                   | Vorläufer-Städte (-machi) und Dörfer (-mura) |                                                                                              |
| ------------------- | -------------- | -------- | --------------- | ----------------- | ------------------------------ | -------------------------------------------- | -------------------------------------------------------------------------------------------- |
| 14151-8             | Midori-ku      | 緑区     | 253,93          | 169.817           | 173.612                        | 683,70                                       | Ōsawa-mura (1941), Tsukui-machi, Sagamiko-machi (2006), Fujino-machi, Shiroyama-machi (2007) |
| 14152-6             | Chūō-ku        | 中央区   | 36,87           | 272.463           | 269.888                        | 7319,99                                      | Kamimizo-machi, Aihara-mura, Ōno-mura, Tana-mura (1941)                                      |
| 14153-4             | Minami-ku      | 南区     | 38,11           | 280.693           | 277.280                        | 7275,78                                      | Araiso-mura, Asamizo-mura, Ōno-mura (1941)                                                   |
| 14150-0             | Sagamihara-shi | 相模原市 | 328,91          | 722.973           | 720.780                        | 2191,42                                      | [Landkreise (-gun) Kōza und Tsukui]                                                          |

## Verkehr
- Straße:
  - Chūō-Autobahn, Richtung Tokio oder Nagoya
  - Nationalstraße 16, nach Yokosuka, Saitama oder Chiba
  - Nationalstraße 20
  - Nationalstraßen 129, 412, 413
- Zug:
  - JR Yokohama-Linie, Richtung Yokohama oder Hachioji
  - JR-Sagami-Linie, Richtung Chigasaki
  - Odakyū Odawara-Linie, Richtung Shinjuku oder Odawara
  - Odakyū Enoshima-Linie, Richtung Fujisawa

## Wirtschaft
Sagamihara ist industriell geprägt, hier werden vor allem chemische Produkte, elektronische Geräte, Konserven und Metallwaren hergestellt. Dort befindet sich die Unternehmenszentrale der Bookoff Corporation.

## Terroranschlag
Ein ehemaliger Angestellter eines Pflegeheims erstach am 26. Juli 2016 im japanischen Sagamihara mindestens 19 Heimbewohner und verletzte 26 weitere.

## Andere Einrichtungen
- „Sagami Women's University“ (相模女子大学, Sagami joshi daigaku).
- Zweiter Campus der Aoyama-Gakuin-Universität seit dem Umzug aus Atsugi im Jahre 2003.
- Joshibi Universität für Kunst und Design

## Söhne und Töchter der Stadt
- Takamasa Abiko (* 1978), Fußballspieler
- Erich Anderson (1957–2024), US-amerikanischer Schauspieler und Autor
- Shō Araki (* 1995), Fußballspieler
- Jirō Akama (* 1968), Politiker
- Shūto Kammera (* 1996), Fußballspieler
- Tomoyoshi Koyama (* 1983), Motorradrennfahrer
- Mai Murakami (* 1996), Kunstturnerin
- Yukio Ozaki (1858–1954), Politiker im damaligen Matano geboren
- Hiroshi Sekita (* 1989), Fußballspieler
- Yūji Senuma (* 1990), Fußballspieler
- Jun Suzuki (* 1987), Fußballspieler
- Kenta Yamafuji (* 1986), Fußballspieler
- Mika Yoshikawa (* 1984), Mittel- und Langstreckenläuferin
- Yuki Tsunoda (* 2000), Formel-1-Fahrer
- Ken Higuchi (* 2003), Fußballspieler
- Taiyo Igarashi (* 2003), Fußballspieler

## Weblinks

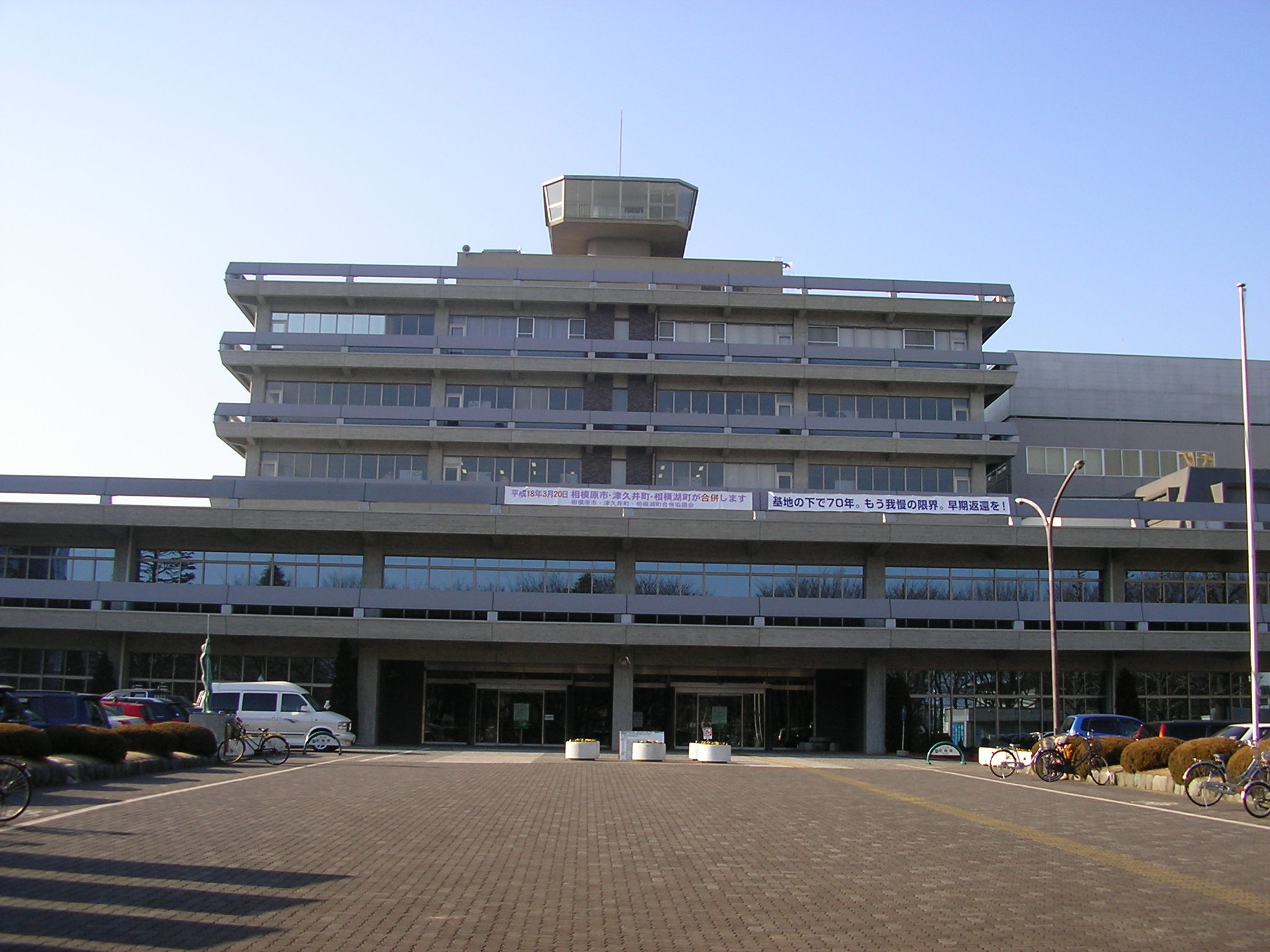
Rathaus von Sagamihara

## Partnerstädte
- Toronto, seit 1998
- Wuxi, seit 1985

## Angrenzende Städte und Gemeinden
- Machida
- Hachioji
- Atsugi
- Yamato
- Zama